# يوجين ويبر
يوجين ويبر (بالإنجليزية: Eugen Weber)‏ (و. 1925 – 2007 م) هو مؤرخ، وأستاذ جامعي، من الولايات المتحدة الأمريكية، ولد في بوخارست، وكان عضوًا في الأكاديمية الأمريكية للفنون والعلوم، توفي عن عمر يناهز 82 عاماً، بسبب ورم البنكرياس.

## التعليم
تعلم في جامعة باريس، ومعهد الدراسات السياسية بباريس.

## مناصب وهيئات
أدار جامعة كاليفورنيا، لوس أنجلوس، وجامعة ألبرتا.

## جوائز
حصل على جوائز منها:
- جائزة رالف والدو إمرسون [الإنجليزية]‏ (1977)
- زمالة غوغنهايم.